# Al-Okhdood
Al-Okhdood Club (arabisch نادي الأخدود, DMG Nādī l-Uḫdūd, wörtlich "Graben") ist ein Fußballverein mit Sitz in Nadschran, im Süden von Saudi-Arabien. Der Verein spielte 2023/24 in der Saudi Professional League, der höchsten Spielklasse des saudischen Fußballs. Der Verein hat die Saudi Second League (dritthöchste Spielklasse) zweimal, 1992 und zuletzt 2021, gewonnen. 2023 gelang erstmals der Aufstieg in die höchste Spielklasse.
Neben dem Fußball hat der Verein auch verschiedene andere Abteilungen, darunter Karate, Handball, Taekwondo, Volleyball, Wasserball, Basketball und Radsport. Der Name des Vereins spielt auf die im Koran erwähnten Leute des Grabens an. Ihre Verbrennung soll bei Nadschran stattgefunden haben.

## Geschichte
Der Verein wurde 1976 gegründet und seine Fußballabteilung spielte in den 1990er Jahren erstmals in der zweiten Liga. Nach mehreren Abstiegen gelang der Wiederaufstieg in die dritte Liga 2018. Bereits drei Jahre später gelang der Durchmarsch in die zweithöchste Spielklasse, die Saudi Second League. Am 15. Mai 2023 sichert sich Al-Okhdood nach dem 2:2-Unentschieden von Al-Faisaly gegen Al-Ahli zum ersten Mal in der Geschichte den Aufstieg in die höchste Spielklasse und wurde damit der 37. Verein in der Saudi Professional League. Der Verein profitierte dabei von einer Erhöhung der Teams in der Saudi Professional League von 16 auf 18 Mannschaften, weshalb ein dritter Platz für den Aufstieg genügte.

## Bekannte Spieler
- Álex Collado (2023–)
- Florin Tănase (2023–)
- Solomon Kwirkwelia (2023–)

## Erfolge
Saudi First Division (Klasse 2)
- Aufsteiger: 2022/23

Saudi Second Division (Klasse 3)
- Sieger (2): 1991/92, 2020/21

Saudi Third Division (Klasse 4)
- Sieger (2): 2003/04, 2017/18